# Rachel Quaintance
Rachel Quaintance (* 7. Juli 1972 in Moorhead, Minnesota als Rachel Kathryn Sunde) ist eine US-amerikanische Schauspielerin.

## Werdegang
Rachel Quaintance wurde in der Stadt Moorhead, im US-Bundesstaat Minnesota, geboren. Nach der Schule besuchte sie das Emerson College in Boston, welches sie mit einem Bachelorabschluss in Theater absolvierte.
Ihr Schauspieldebüt vor der Kamera gab sie 1999 mit einer kleinen Rolle im Film Warm Blooded Killers. Darauf folgten zumeist Gastauftritte in US-Serien, wie in Providence, Cold Case – Kein Opfer ist je vergessen, Joey, CSI: Miami, Without a Trace – Spurlos verschwunden, The Middle oder Victorious. Kleinere wiederkehrende Rollen verkörperte sie von 2007 bis 2009 in Out of Jimmy's Head und von 2009 bis 2012 als Roberta in Big Time Rush. In jüngerer Vergangenheit war Quaintance in Serie wie The Mindy Project, Cougar Town oder Criminal Minds zu sehen. Neben ihren Auftritten vor der Kamera tritt sie auch häufig auf Theaterbühnen auf.
Quaintance ist seit 1997 mit dem Produzenten John Quaintance verheiratet und trägt seitdem seinen Familiennamen. Zusammen produzierten sie Stand-up-Comedy-Shows wie Sketch-a-licious und John & Rachel's Fake Variety Show. Sie sind sie Eltern von zwei Kindern und leben in Los Angeles.

## Filmografie (Auswahl)
- 1999: Warm Blooded Killers
- 2000: Providence (Fernsehserie, 2 Episoden)
- 2002, 2018: Will & Grace (Fernsehserie, 3 Episoden)
- 2005: Cold Case – Kein Opfer ist je vergessen (Cold Case, Fernsehserie, Episode 3x08)
- 2005: Joey (Fernsehserie, 3 Episoden)
- 2005: The Hollywood Show (Fernsehfilm)
- 2006: The New Adventures of Old Christine (Fernsehserie, Episode 1x12)
- 2007: What About Brian (Fernsehserie, Episode 2x19)
- 2007: CSI: Miami (Fernsehserie, Episode 5x21)
- 2007: Halfway Home (Fernsehserie, Episode 1x09)
- 2007–2008: Carpoolers (Fernsehserie, 2 Episoden)
- 2007–2008: Out of Jimmy's Head (Fernsehserie, 8 Episoden)
- 2007–2010: Ganz schön schwanger! (Notes from the Underbelly, Fernsehserie, 3 Episoden)
- 2008: Night Writer (Fernsehfilm)
- 2009: Without a Trace – Spurlos verschwunden (Without a Trace, Fernsehserie, Episode 7x11)
- 2009–2012: Big Time Rush (Fernsehserie, 4 Episoden)
- 2010: The Middle (Fernsehserie, Episode 1x13)
- 2010: High School – Wir machen die Schule dicht! (High School)
- 2010: Victorious (Fernsehserie, Episode 1x06)
- 2011: Law & Order: LA (Fernsehserie, Episode 1x13)
- 2011: Entourage (Fernsehserie, Episode 8x07)
- 2012: 90210 (Fernsehserie, Episode 4x16)
- 2013: Ben and Kate (Fernsehserie, Episode 1x11)
- 2013: The Mindy Project (Fernsehserie, Episode 1x16)
- 2014: Camp Takota
- 2014: Cougar Town (Fernsehserie, Episode 5x07)
- 2017: The Nth Ward
- 2018: Criminal Minds (Fernsehserie, Episode 13x15)
- 2020: Solve: The Podcast (Fernsehserie, 2 Episoden)